# Votations fédérales de 2001 en Suisse
Onze votations fédérales ont été organisées en 2001 en Suisse  les 4 mars,10 juin et le 2 décembre.

## Mois de mars
Le 4 mars 2001, trois objets sont soumis à la votation.
1. L'initiative populaire du 30 juillet 1996 « Oui à l'Europe ! ».
2. L'initiative populaire du 12 décembre 1997 « Pour des médicaments à moindre prix ».
3. L'initiative populaire du 30 juillet 1996 « Pour plus de sécurité à l'intérieur des localités grâce à une vitesse maximale de 30 km/h assortie d'exceptions » (Rues pour tous).

### Résultats
| Question       | Pour    | Pour | Contre    | Contre | Blancs | Nuls   | Total     | Inscrits  | Partici- pation | Cantons pour | Cantons pour | Cantons contre | Cantons contre |
| Question       | Votes   | %    | Votes     | %      | Blancs | Nuls   | Total     | Inscrits  | Partici- pation | Entiers      | Demi         | Entiers        | Demi           |
| -------------- | ------- | ---- | --------- | ------ | ------ | ------ | --------- | --------- | --------------- | ------------ | ------------ | -------------- | -------------- |
| Europe         | 597 217 | 23,2 | 1 982 549 | 76,8   | 24 106 | 12 247 | 2 616 119 | 4 688 585 | 55,79           | 0            | 0            | 20             | 6              |
| Médicaments    | 791 589 | 30,9 | 1 774 129 | 69,1   | 33 816 | 12 474 | 2 612 008 | 4 688 585 | 55,70           | 0            | 0            | 20             | 6              |
| Rues pour tous | 525 609 | 20,3 | 2 063 314 | 79,7   | 15 095 | 12 121 | 2 616 139 | 4 688 585 | 55,79           | 0            | 0            | 20             | 6              |

## Mois de juin
Le 10 juin 2001, trois objets sont soumis à la votation.
1. Le référendum facultatif sur la modification du 6 octobre 2000 de la Loi fédérale sur l’armée et l’administration militaire (Armement).
2. Le référendum facultatif sur la modification du 6 octobre 2000 de la Loi fédérale sur l’armée et l’administration militaire (Coopération en matière d’instruction).
3. Le référendum obligatoire sur l’arrêté fédéral du 15 décembre 2000 portant abrogation de la disposition constitutionnelle soumettant l’érection des évêchés à l’approbation de la Confédération.

### Résultats
| Question                             | Pour      | Pour | Contre  | Contre | Blancs  | Nuls   | Total     | Inscrits  | Partici- pation | Cantons pour | Cantons pour | Cantons contre | Cantons contre |
| Question                             | Votes     | %    | Votes   | %      | Blancs  | Nuls   | Total     | Inscrits  | Partici- pation | Entiers      | Demi         | Entiers        | Demi           |
| ------------------------------------ | --------- | ---- | ------- | ------ | ------- | ------ | --------- | --------- | --------------- | ------------ | ------------ | -------------- | -------------- |
| Armement                             | 1 002 271 | 51,0 | 963 336 | 49,0   | 23 136  | 8 920  | 1 997 663 | 4 698 248 | 42,52           |              |              |                |                |
| Coopération en matière d'instruction | 1 001 300 | 51,1 | 956 496 | 48,9   | 29 943  | 8 986  | 1 996 725 | 4 698 248 | 42,50           |              |              |                |                |
| Érection des évêchés                 | 1 194 556 | 64,2 | 666 108 | 35,8   | 104 957 | 10 037 | 1 975 658 | 4 698 248 | 42,05           | 20           | 6            | 0              | 0              |

## Mois de décembre
Le 2 décembre 2001, cinq objets sont soumis à la votation.
1. Le référendum obligatoire sur l’arrêté fédéral du 22 juin 2001 concernant un frein à l’endettement.
2. L’initiative populaire du 22 mai 1996 « Pour garantir l'AVS - taxer l'énergie et non le travail! ».
3. L’initiative populaire du 10 octobre 1999 « Pour une politique de sécurité crédible et une Suisse sans armée ».
4. L’initiative populaire du 10 septembre 1999 « La solidarité crée la sécurité : pour un service civil volontaire pour la paix ».
5. L’initiative populaire du 5 novembre 1999 « Pour un impôt sur les gains en capital ».

### Résultats
| Question                       | Pour      | Pour | Contre    | Contre | Blancs | Nuls  | Total     | Inscrits  | Partici- pation | Cantons pour | Cantons pour | Cantons contre | Cantons contre |
| Question                       | Votes     | %    | Votes     | %      | Blancs | Nuls  | Total     | Inscrits  | Partici- pation | Entiers      | Demi         | Entiers        | Demi           |
| ------------------------------ | --------- | ---- | --------- | ------ | ------ | ----- | --------- | --------- | --------------- | ------------ | ------------ | -------------- | -------------- |
| Frein à l'endettement          | 1 472 259 | 84,7 | 265 090   | 15,3   | 38 522 | 6 510 | 1 782 381 | 4 712 223 | 37,82           | 20           | 6            | 0              | 0              |
| Taxe sur l'énergie             | 397 747   | 22,9 | 1 342 001 | 77,1   | 37 319 | 6 440 | 1 783 507 | 4 712 223 | 37,85           | 0            | 0            | 20             | 6              |
| Suisse sans armée              | 384 905   | 21,9 | 1 372 420 | 78,1   | 23 609 | 6 364 | 1 787 298 | 4 712 223 | 37,93           | 0            | 0            | 20             | 6              |
| Service civil volontaire       | 404 870   | 23,2 | 1 339 221 | 76,8   | 33 323 | 6 446 | 1 783 860 | 4 712 223 | 37,86           | 0            | 0            | 20             | 6              |
| Impôt sur les gains en capital | 594 927   | 34,1 | 1 149 182 | 65,9   | 33 048 | 6 414 | 1 783 571 | 4 712 223 | 37,85           | 0            | 0            | 20             | 6              |